# سعيد بن عوجان الهاجري

الإعلامي سعيد بن عوجان الهاجري أثناء ممارسته لمهنته.

سعيد بن عوجان الهاجري إعلامي مذيع وناشط اجتماعي قطري.

## حياته المهنية
بدأت حياة المذيع سعيد بن عوجان الهاجري المهنية منذ العقدين الماضيين، كما قدم عدة برامج إذاعية في قناة صوت الخليج الإذاعية وقناة الكأس.كما أنه كان عضوا من أعضاء التحكيم في منافسات «القايل» للصيد التقليدي. وباختصار، ساهم في برامج إذاعية منها:
1. سوالف بيتنا
2. الكنز
3. منافسة القلايل
4. سفاري الخير على تلفزيون قطر

## برنامج سوالف بيتنا
من البرامج المهمة التي يقدمها الإعلامي سعيد عوجان الهاجري برنامج «سوالف بيتنا» على قناة صوت الخليج. وهو برنامج يعود مع جملة من المواضيع والفقرات المتنوعة، التي تتناسب مع ذائقة المستمع وحاجات المجتمع، يقدم من يوم الأحد إلى الخميس، عند الساعة الواحدة والنصف ظهراً وحتى الثانية والنصف بتوقيت الدوحة، وذلك بإعداد بدرية محمد، ومشاركة شايعة الفاضل. يناقش البرنامج قضايا وموضوعات اجتماعية متنوعة مثل المشاكل الأسرية وكيفية معالجتها، ومشاكل العمل والأفكار المبتكرة التي قد تفيد المجتمع.